# Poetic Lover
Poetic Lover est un groupe musical français de RnB.  

## Histoire
Les membres sont originaires de Noisy-le-Grand. Le leader Carry Kani (Rudy Desbonnes), Jay Kani (Johan Legiel), Dré (André) et Little T. (Rodrigue) se sont rencontrés au lycée. Avec comme idole Boyz II Men, leur style est orienté vers le RnB et les ballades.
En 1997, ils remportent Graines de star, émission qui les révèle au grand public,.
De 1997 à 2000, ils placent six singles et leurs deux albums dans les classements nationaux.
Dans la foulée de leur victoire à Graines de star, M6 les intègre dans le label M6 Interactions. Ils enregistrent leur premier album, Amants poétiques, qui sort la même année. Il contient leurs succès Qu'il en soit ainsi, Fier d'avoir ton love, et leur plus connu, Prenons notre temps. L'album est certifié disque de platine et atteint la 8e place du top 50 avec plus de 300 000 exemplaires vendus,.
Ils connaissent également le succès avec une collaboration avec Carole Fredericks, sur le titre Personne ne saurait en 1998. Jean-Jacques Goldman et Jacques Veneruso en sont les auteurs, compositeurs et producteurs. La même année, ils éditent une cassette vidéo. Personne ne saurait est gravé en 2011 sur le Best of de la chanteuse,.
En février 2000, l’album Conquête n'obtient pas le même succès et le groupe se sépare. 
Les Poetic Lover annoncent une première fois leur retour en donnant quelques concerts, le 13 septembre 2014 à La Réunion puis à L'Île Maurice au Palladium. En 2014, ils apparaissent en featuring sur le titre Les Yeux de la Foi de Dré Bonny.
Ils annoncent leur retour en 2018,. En mai 2018, ils participent à des concerts à Madagascar. En 2019, ils participent à l'Indian Ocean Tour sur l'Île Maurice. En 2025, ils font une courte apparition dans la saison 2 de Bref

## Discographie

### Albums
| Album            | Année | Meilleure position | Certification France |
| Album            | Année | France             | Certification France |
| ---------------- | ----- | ------------------ | -------------------- |
| Amants poétiques | 1997  | 8                  | Platine              |
| Conquête         | 2000  | 34                 |                      |

### Singles
| Titre                                          | Année | Meilleure position | Meilleure position | Certification France | Album            |
| Titre                                          | Année | Belgique           | France             | Certification France | Album            |
| ---------------------------------------------- | ----- | ------------------ | ------------------ | -------------------- | ---------------- |
| Prenons notre temps                            | 1997  | -                  | 5                  | Platine              | Amants poétiques |
| Qu'il en soit ainsi                            | 1997  | -                  | 10                 | Or                   | Amants poétiques |
| Fier d'avoir ton love                          | 1998  | -                  | 22                 |                      | Amants poétiques |
| Personne ne saurait duo avec Carole Fredericks | 1998  | 7                  | 12                 | Argent               | -                |
| L'avant goût                                   | 1999  | -                  | 68                 |                      | Conquête         |
| Éternellement                                  | 2000  | -                  | 41                 |                      | Conquête         |

## Durant leur séparation
- Rudy et Jay, deux des membres de Poetic Lover, apparaissent dans le clip Donnons-nous la main de Tragédie et Dem's prod. Les bénéfices du titre sont destinés à la Croix-Rouge.
- Jay participe à la comédie musicale Cindy. Il chante ensuite en duo avec Tina Arena Je te retrouve un peu en 2003. Jay rejoint un groupe formé par M6 nommé Vigon Bamy Jay, dont l'album Les Soul Men est certifié disque d'or[3].
- Rudy sort le disque Bluesy Jazzy Soul en 2002 et prend le pseudonyme de Rudy Joseph. Il est l'un des interprètes du titre Nouveau Monde au profit de l'Unicef[23].
- Dré travaille sur un projet de rap/hip-hop sous le pseudonyme de Recka Donerro. Dré Bonny prépare un EP Dans les choses proposant un featuring avec les autres membres du groupe qui s'intitule Les yeux de la foi produit par Vic Angel Prod.
- Little T se lance dans la production.